# Stazione di Terontola-Cortona
Stazione di Terontola-Cortona vasútállomás Olaszországban, Cortona településen.

## Vasútvonalak
Az állomást az alábbi vasútvonalak érintik:
- Firenze–Róma-vasútvonal
- Foligno-Terontola-vasútvonal

## Kapcsolódó állomások
A vasútállomáshoz az alábbi állomások vannak a legközelebb:
- Stazione di Camucia-Cortona (Firenze–Róma-vasútvonal)
- Stazione di Castiglion del Lago (Firenze–Róma-vasútvonal)
- Stazione di Tuoro sul Trasimeno (Foligno-Terontola-vasútvonal)